# Kolhufushi (Meemu-Atoll)
Kolhufushi ist eine Insel des Mulaku-Atolls (Meemu Atolhu) im Süden des Inselstaates Malediven in der Lakkadivensee des Indischen Ozeans. Sie hat eine Fläche von 64 ha und hatte 2014 702 Bewohner.

## Geographie
Die Insel bildet zusammen mit Dhihthundi sowie Haafushi und Fenfuraaveli die Südspitze des Atolls. Sie ist 154,6 km von der Hauptstadt Malé entfernt. Von Dhihthundi aus erstreckt sich der Riffsaum mit einem Inselstreifen nach Nordosten, an dem zahlreiche Riffinseln dicht aufgereiht sind bis Kekuraalhuveli. Auf der Insel befindet sich eine Hotelanlage, ein Fußballplatz (KEC Futsal Ground) und die Moschee Masjidhu Viaam. Auf Dhihthundi steht auch das Kolhufushi Lighthouse.

## Geschichte
2004 wurde die Insel schwer getroffen durch den Tsunami, der durch das Erdbeben im Indischen Ozean 2004 ausgelöst worden war. Die Korallenriffe nahmen zum Glück einen Teil der Wucht. Der Inselhäuptling Mr. Sigee berichtete, dass ihm das Wasser bis zur Brust ging. Im Verlauf der folgenden Wochen zeigte sich, dass 16 Menschen ihr Leben verloren hatten und die Mango- und Bananen-Pflanzungen durch das Salzwasser vergiftet waren. Einige Häuser und die alte Moschee wurden ebenfalls komplett zerstört. Die meisten Häuser waren unbewohnbar geworden.
Mitte Januar 2005 wurden 8 % der 13.000-köpfigen obdachlos gewordenen Bevölkerung der Malediven in Notlagern auf Kolhufushi untergebracht. 55 Replacement Houses wurden seit Oktober 2008 errichtet. und der Bau weiterer 168 Häuser begann 2010.
Seit 2018 gibt es regelmäßige Tsunami-Katastrophen-Übungen, da eine Tsunami-Warnung 2016 zeigte, wie unvorbereitet die Bevölkerung weiterhin ist.
Elektrifizierung wurde 2013 von Maldives Transport and Contracting Company (MTCC) durchgeführt. Ein Unterseekabel-Netzwerk wurde 2017 von Ooredoo Maldives installiert.

## Gesundheit
In Kolhufushi gibt es eine Apotheke.

## Sport
Das Fußballteam der Insel war 2017 beim Haf Islanders Cup zunächst erfolgreich, verlor aber gegen das Team aus Malé im Halbfinale.